# Siirtspor
Siirtspor is een sportclub opgericht in Siirt, Turkije. De officiële clubkleuren zijn geel en groen. De thuisbasis van de voetbalclub is het Siirt Atatürk Stadion.
Siirtspor werd in 1969 opgericht als Siirt Yol Su Elektrik (betekenis: Siirt Weg Water Elektriciteit). Twintig jaar later, in 1989 werd de clubnaam gewijzigd in Siirt Köy Hizmetleri (betekenis: Siirt Dorp Services). Vanaf 1999 werd de club gesponsord door Jet-PA, waardoor de naam weer veranderde, ditmaal in Siirt Jet-PA Spor. Tot slot, nadat Jet-Pa failliet was gegaan, werd de huidige clubnaam Siirtspor in 2002 aangenomen.
In de tijd dat Siirtspor door Jet-PA werd gesponsord, promoveerde de club naar de Süper Lig. Hoewel Jet-PA grote namen zoals Sergen Yalçın en Alpay Özalan kocht, hebben deze spelers geen wedstrijd voor Siirtspor gespeeld. Deze spelers werden namelijk verhuurd aan grotere teams. Siirt Jet-PA Spor heeft slechts één seizoen in de Süper Lig mogen voetballen. De club heeft nooit grote prestaties geleverd in de Turkse Beker.

## Bekende (ex-)spelers
- Darko Anić

## Gespeelde divisies
1e Divisie: 2000-2001
2e Divisie: 1985-1998, 1999-2000, 2001-2002
3e Divisie: 1984-1985, 1998-1999, 2002-